# Carol Kidd
Carol Kidd (Glasgow, 19 ottobre 1945) è una cantante britannica.

## Biografia
Carol Kidd è salita alla ribalta a metà anni 70 come corista della band di Jimmy Feighan. Grazie al suo album The Night We Called It a Day, pubblicato nel 1990 dalla Linn Records, la cantante ha iniziato a vincere premi e riconoscimenti ed è stato seguito da numerosi album in studio, supportati da esibizioni dal vivo in tutto il mondo. Sempre nel 1990 si è esibita con Frank Sinatra all'Ibrox Stadium. Nell'autunno 1992 ha piazzato il singolo When I Dream nella Official Singles Chart, alla 58ª posizione. Ad ottobre 1998 è stata nominata membro dell'Ordine dell'Impero Britannico per i suoi contributi in ambito musicale. È inoltre vincitrice di numerosi premi ai British Jazz Awards.

## Discografia

### Album in studio
- 1984 – Carol Kidd
- 1985 – All My Tomorrows
- 1987 – Nice Work
- 1990 – The Night We Called It a Day
- 1991 – I'm Glad We Met
- 1994 – Crazy for Gershwin (con Ronnie Caryl e Paul Francis Bass)
- 1995 – That's Me
- 1998 – A Singer for All Seasons
- 1999 – A Place in My Heart
- 2004 – Debut
- 2008 – Dreamsville
- 2010 – Tell Me Once Again
- 2015 – Auld Lang Syne